# Hunger Hydraulik
Die Walter Hunger GmbH & Co. KG, kurz: Hunger Hydraulik, ist ein Unternehmen für Hydraulikkomponenten und Hydrauliksystemlösungen mit Sitz in Lohr am Main.

## Geschichte

### Die Anfänge 1945
Die Geschichte von Hunger Hydraulik begann 1945 im sächsischen Frankenberg. Der am 4. April 1925 in Chemnitz geborene Walter Hunger kehrte aus dem Zweiten Weltkrieg zurück und konnte aufgrund seiner Fähigkeiten einer Deportation in ein sibirisches Arbeitslager entgehen. Er fand Arbeit in einer Schmiede in Gunnersdorf und beschlug Pferde der russischen Armee. Als sich der alte Schmied Moritz Brunner, bei dem Walter Hunger schon während des Krieges stationiert war, zur Ruhe setzte, übernahm Walter Hunger die Schmiede. Eigene Produkte waren zunächst Kartoffelhacken und Äxte für Flüchtlinge. Darauf folgten Pferdeanhänger mit Gummireifen von Geschützen aus dem Krieg. Drei Jahre später konstruierte der damals 23-jährige Vollwaise seine erste hydraulische LKW-Kippanlage, wobei der wichtigste Bestandteil ein Federbein war, dass er aus einem Flugzeugwrack demontiert hatte.
Schon nach kurzer Zeit fertigte Walter Hunger mit einigen Mitarbeitern die ersten Hydraulikpumpen, Ventile und Teleskopzylinder, die in LKW und Anhänger eingebaut wurden. Es entstanden Neukonstruktionen, wie die ersten 8-Tonnen-Anhänger mit Bremsluftkippwerk. Ein 3-Tonnen-LKW wurde mit motorhydraulischer Kippvorrichtung ausgestattet. Im Jahr 1957 wurde das Firmengelände mit einer zweiten Halle vergrößert, in der Überkopflader und Planierraupen produziert wurden.
Die Repressalien der neu gegründeten Deutschen Demokratischen Republik (DDR) begannen im Jahr 1956. „Republikfahnder“ der SED erschienen zur „Tiefenprüfung“. Es wurden hohe Steuernachzahlungen berechnet. Im März 1958 wurde die Ablieferung aller Patente verlangt; Privateigentum wurde untersagt und die Einmischungen des Staates wurden immer gravierender. Am 22. September 1958 floh die gesamte Geschäftsleitung der Firma Fahrzeugwerke Walter Hunger aus Frankenberg mit seinen leitenden Angestellten und deren Familien ins fränkische Lohr am Main.
Am 1. Januar 1958 wurde dort die Walter Hunger Comp. OHG gegründet, die mithilfe der Firma Rexroth Fuß fassen konnte. Ende 1958 erwarb Walter Hunger von der Stadt Lohr 13.000 m² Industriegelände zu guten Konditionen, auf dem ab Mitte 1959 produziert werden konnte. Ende 1959 wurde eine zweite Halle eingeweiht, größter Kunde war zu Beginn die Firma G. L. Rexroth GmbH. Die Umwandlung der Firma in eine KG folgte im Jahr 1962.

### Die 1970er und 1980er Jahre

#### Gründung der Hunger DFE GmbH
Im Jahr 1974 wurde in Würzburg die Hunger Dichtungen- und Führungselemente GmbH (Hunger DFE GmbH) gegründet. Die Nähe zum süddeutschen Kunststoffzentrum (SKZ) und zur Fachhochschule Würzburg mit dem Studiengang Kunststofftechnik brachten der Firma bei der Forschung und Entwicklung schnelle Fortschritte. Viele Patente wurden für Dichtungen und Führungselemente erteilt.

#### Gründung der Hunger Schleifmittel GmbH
Im Jahr 1979 wuchs der Bedarf an Schleifmitteln und Honwerkzeugen in der Hunger-Gruppe stark. Da die auf dem Markt verfügbaren Teile nicht den selbstgesteckten Qualitätsanforderungen entsprachen, wurde ein eigenes Unternehmen zur Herstellung von Honsteinen und Diamant- und Honwerkzeugen gegründet, die Hunger Schleifmittel GmbH. Walter Hunger hatte die Idee, die Honsteine mit einem speziellen Kunststoff zu ummanteln. Dadurch wurde eine hundertprozentige Nutzung des Honsteins möglich; zudem wurde eine metallische Berührung zwischen Stein und Werkzeug verhindert.

#### Gründung von Hunger CC (US)
Im Jahr 1981 wurde Hunger US in Rossford/Toledo in Ohio gegründet. Die Marktlücke für Hunger bestand bei den Groß- und Sonderzylindern, die von den Amerikanern, die auf die Massenproduktion und Serienlieferung spezialisiert waren, nicht gedeckt ist. In den USA konnte etwa die NASA als Kunde gewonnen werden, für die Zylinder für einen Crawler entwickelt wurden.

#### Gründung der Hunger Maschinen GmbH
1983 wurde aus der Abteilung Maschinen- und Werkzeugbau der Hunger DFE GmbH die Hunger Maschinen GmbH gegründet. Die Ausgliederung ermöglichte die Ergänzung um weitere Produkte wie Drehdurchführungen, Schwenkantriebe und Ventile sowie hydraulische Aggregate.

#### Gründung von Hunger China
Anfang der 1980er Jahre öffnete sich die Volksrepublik China dem Westen. Schon 1984 begannen erste Gespräche über eine Zusammenarbeit zwischen der Walter Hunger KG und der Tianjin Hydraulik-Gruppe, die 1985 zu einem Joint-Venture führten. Es handelt sich um das erste Joint-Venture auf dem Gebiet der Fluide in China.

### Die 1990er Jahre

#### Rehabilitierung und Rückübertragung im Osten Deutschlands 1991
Im Jahr 1991 wurde nach Ende des Ost-West-Konflikts der Weg in den Osten wieder freigegeben. Im April 1991 machte sich Walter Hunger auf den Weg nach Frankenberg, um das alte Werk zu besuchen. Die Produktion von Anhängerkupplungen und LKW-Modellen sollte wieder aufgenommen werden.

#### Gründung der Hunger Weltweit Service GmbH
Da die Hunger-Gruppe seit jeher mit der Bewältigung von Problemen im Bereich Hydraulik befasst ist, wurde dieses Feld als neue Firma aktiv in die Gruppe integriert. Reparaturen waren nicht Teil der Gruppe, sie störten den auf Produktion ausgerichteten Ablauf. Zur Koordinierung solcher Aufträge wurden in der Hunger Weltweit Service GmbH eigene Strukturen entwickelt, um externen Kunden bei solchen Serviceanfragen zur Seite stehen zu können.